# Hálózatos állomány
A hálózatos állomány (formatio reticularis) egy hálózatos szerkezet, amelyet idegsejtek és idegrostok alkotnak. A központi idegrendszer tengelyében a gerincvelőtől a nagyagyig nyúlik. Nagyon fontos idegpályákat és idegi magvakat valamint szabályozó központokat tartalmaz. A legtöbb érző rendszer felől kap információkat, és efferens rostjai a központi idegrendszer valamennyi szintjéhez eljutva befolyásolják az idegsejtek működését. Neuronjainak kivételesen hosszú dendritjei lehetővé teszik, hogy az egymástól távol lévő felszálló és leszálló pályákból is információkat vegyen fel. Számos kapcsolatán keresztül befolyásolni képes a következő működéseket és rendszereket: vázizmok aktivitása, a testi és zsigeri érzések, az autonóm idegrendszer, az endokrin rendszer, valamint a tudatosság szintje.
Az emberi idegrendszer részei és funkciói

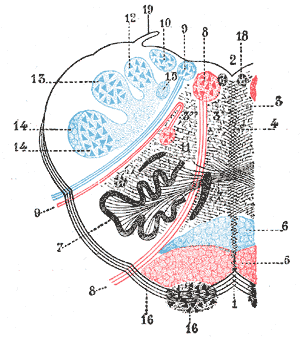
A nyúltvelő negyedik agykamrai részének sémás keresztmetszeti képe. (9. [IX-X.] agyideg; 8. [XII.] agyideg; 7. oliva; 6. akaratlagos mozgató (pyramis) pálya); 10. 12. 13. 14. A gerincvelő hátsó kötegeinek átkapcsolódására szolgáló magok (Goll-Burdach); 16. fibrae arcuatae; 3. Formatio reticularis 4. raphe. (A mozgató részek piros, az érző részek kék színnel, a más funkciójúak feketével jelöltek).

## A hálózatos állomány működése
A hálózatos állománynak (formatio reticularis) a központi idegrendszer más részeivel fennálló igen kiterjedt kapcsolataiból következően nem meglepő az hogy funkciói is igen sokrétűek. Itt néhány fontosabb funkció kerül áttekintésre.

## A vázizomzat kontrollja
A tractus reticulospinalison keresztül befolyásolja a gerincvelői motoros neuronok aktivitását. Ezáltal módosítani tudja az izomtónust és a reflexek aktivitását. Reciprok gátlásra is képes; például amikor a hajlító izmok összehúzódnak, az antagonista feszítő izmok elernyednek. A hálózatos állomány a belső fül egyensúlyérző vestibularis készüléke és a tractus vestibulospinalis közreműködésével, fontos szerepet játszik a test álló helyzetét biztosító izmok tónusának (feszességének) fenntartásában. Az agytörzs úgynevezett légző központja, amely a légző izomzat kontrollját biztosító idegi központ, valamint a vérkeringést szabályozó (vasomotor) központ, szintén a hálózatos állomány része. A hálózatos állomány fontos szerepet játszik az arckifejezésért felelős mimikai izmok kontrolljában, így az érzelmek kifejeződésében.

## A testi(somaticus)és a zsigeri(visceralis)érzések kontrollja
Abból következően, hogy a cerebrospinalis idegrendszer tengelyében helyezkedik el, a hálózatos állomány minden felszálló pályát képes befolyásolni, amely fölfelé eléri a gerincvelő fölötti (supraspinalis) szinteket. Ez a hatás lehet fokozó, vagy gátló. Különösen fontos, hogy a formatio reticularisnak kulcsszerepe lehet a fájdalomérzés szabályozó mechanizmusában.

## Az autonóm idegrendszer kontrollja
Az autonóm idegrendszer magasabb szintű ellenőrzése az agykéreg, a hipotalamusz és más kéreg alatti központok felől a hálózatos állomány és a gerincvelő közötti pályán (tractus reticulospinalison) keresztül érvényesülhet.

## A neuroendokrin - az idegi- és belső elválasztású mirigyek rendszerének kontrollja
Akár közvetlenül, akár közvetve a hipotalamuszmagokon keresztül, a hálózatos rendszer befolyásolni tudja a hormonkibocsátást elősegítő (releasing) és az azt gátló (release-inhibiting) faktorok szintézisét vagy felszabadulását és ezzel ellenőrzi az agyalapi mirigy (hypophysis cerebri) aktivitását.

## A biológiai órák befolyásolása
A hipotalamusszal meglévő többszörös afferens és efferens összeköttetésen keresztül a rendszer valószínűleg befolyásolja a biológiai ritmusokat.

## A reticularis aktiváló rendszer
Az ébredést és a tudatállapot szintjét ez a rendszer ellenőrzi. Több felszálló idegrendszeri útvonalban, amelyen érző információk szállítódnak a magasabb központok felé, közbeiktatódva jelen van a hálózatos rendszer, amely azután ezeket az információkat közvetíti az agykéreg különböző részeire, amivel az alvó egyén felébredését okozza. Nagyon valószínű, hogy az éberség különböző szintje a hálózatos rendszer aktivitásának fokától függ. A beérkező fájdalomingerek erősen fokozzák a formatio reticularis aktivitását, amely azután fokozottan ingerli az agykérget.
A fenti leírásból nyilvánvaló, hogy a hálózatos állomány (formatio reticularis) az idegrendszer olyan része, amely gyakorlatilag a test minden működésére hatással van.

## Lásd még
- Agytörzs
- Fájdalom
- Hipotalamusz